# Antonina di Nicea
Antonina (fl. IV secolo) è venerata come martire e santa da tutte le Chiese cristiane che ammettono il culto dei santi.

## Agiografia e culto
La passio di sant'Antonina non esiste più, ma le fonti agiografiche ricordano che, durante la persecuzione di Diocleziano, subì diverse torture a Nicea in Bitinia su ordine del prefetto Priscilliano, e alla fine fu condannata al rogo.
Il culto a sant'Antonina è molto antico, poiché è già menzionato nel martirologio siriaco e nel martirologio geronimiano, entrambi del V secolo. La sua memoria è poi passata nei sinassari bizantini.
Queste fonti tuttavia commemorano Antonina in date diverse, ed anche il luogo della sua morte non è univoco, in quanto in alcune versioni dei martirologi sarebbe Nicomedia e non Nicea, che tuttavia, secondo Hippolyte Delehaye, sarebbe il luogo originario del martirio.
Cesare Baronio, nel XVI secolo, inserì la memoria di Antonina nel Martirologio Romano in tre date distinte: il 1º marzo come Antonina di Cea, il 4 maggio come Antonia di Nicomedia e il 12 giugno come Antonina di Nicea.
Con la riforma del Martirologio Romano dopo il Concilio Vaticano II, sono state soppresse le memorie del 1º marzo e del 12 giugno, ed è stata lasciata quella del 4 maggio che, secondo il martirologio siriaco, è la data corretta del martirio di Antonina.
(Martirologio Romano. Riformato a norma dei decreti del Concilio ecumenico Vaticano II e promulgato da papa Giovanni Paolo II, Città del Vaticano, 2004, p. 376)
Nella Chiesa ortodossa il culto di sant'Antonina è celebrato il 1º marzo, come indicato dai sinassari.